# Campeonato mundial A de hockey patines masculino de 1948
El IV Campeonato mundial de hockey sobre patines masculino y XIV  Campeonato europeo se celebró en Montreux, Suiza, entre el 24 de marzo y el 30 de marzo de 1948. De este modo, Montreux se convierte en la primera ciudad (y Suiza en la primera Nación) en albergar el torneo por segunda vez.
En el torneo participaron las selecciones de 9 países incluidos en un único grupo.
El vencedor del torneo, disputado por el método de liguilla fue la selección de Portugal. La segunda plaza fue para la selección de Inglaterra y la medalla de Bronce para la selección de Italia.

## Equipos participantes
De las 9 selecciones nacionales participantes del torneo, 8 son de Europa y 1 de África. De esta manera, por primera vez participa del torneo un seleccionado nacional no europeo.
|              |
| Bélgica      |
| Egipto       |
| España       |
| Francia      |
| Inglaterra   |
| Italia       |
| Países Bajos |
| Portugal     |
| Suiza        |

## Torneo
| Equipo       | Pts | PJ | PG | PE | PP | GF | GC  | DG   |
| ------------ | --- | -- | -- | -- | -- | -- | --- | ---- |
| Portugal     | 14  | 8  | 7  | 0  | 1  | 56 | 8   | +48  |
| Inglaterra   | 14  | 8  | 6  | 2  | 0  | 45 | 11  | +34  |
| Italia       | 12  | 8  | 6  | 0  | 2  | 52 | 14  | +38  |
| España       | 11  | 8  | 5  | 1  | 2  | 48 | 13  | +35  |
| Bélgica      | 8   | 8  | 4  | 0  | 4  | 27 | 28  | -1   |
| Suiza        | 6   | 8  | 3  | 0  | 5  | 33 | 29  | +4   |
| Francia      | 5   | 8  | 2  | 1  | 5  | 21 | 30  | -9   |
| Egipto       | 2   | 8  | 1  | 0  | 7  | 7  | 56  | -49  |
| Países Bajos | 0   | 8  | 0  | 0  | 8  | 0  | 100 | -100 |

- Resultados

| Fecha    | Partido      | Partido | Partido      | Resultado |
| -------- | ------------ | ------- | ------------ | --------- |
| 24.03.48 | España       | -       | Suiza        | 6-3       |
| 24.03.48 | Portugal     | -       | Bélgica      | 10-0      |
| 24.03.48 | Inglaterra   | -       | Italia       | 3-2       |
| 25.03.48 | Egipto       | -       | Países Bajos | 5-0       |
| 25.03.48 | Inglaterra   | -       | Bélgica      | 5-1       |
| 25.03.48 | España       | -       | Francia      | 5-0       |
| 25.03.48 | Suiza        | -       | Portugal     | 4-5       |
| 25.03.48 | Egipto       | -       | Francia      | 1-5       |
| 25.03.48 | Inglaterra   | -       | Países Bajos | 17-0      |
| 25.03.48 | Bélgica      | -       | Italia       | 2-8       |
| 26.03.48 | Egipto       | -       | Portugal     | 0-13      |
| 26.03.48 | Suiza        | -       | Países Bajos | 9-0       |
| 26.03.48 | Bélgica      | -       | Francia      | 2-0       |
| 26.03.48 | Bélgica      | -       | Países Bajos | 15-0      |
| 26.03.48 | Inglaterra   | -       | Egipto       | 8-1       |
| 26.03.48 | Suiza        | -       | Francia      | 5-2       |
| 26.03.48 | España       | -       | Italia       | 0-3       |
| 27.03.48 | Egipto       | -       | España       | 0-14      |
| 27.03.48 | Francia      | -       | Italia       | 3-8       |
| 27.03.48 | Países Bajos | -       | Portugal     | 0-15      |
| 27.03.48 | Inglaterra   | -       | España       | 2-2       |
| 27.03.48 | Suiza        | -       | Italia       | 3-8       |
| 27.03.48 | Francia      | -       | Portugal     | 0-6       |
| 28.03.48 | Francia      | -       | Países Bajos | 8-0       |
| 28.03.48 | España       | -       | Portugal     | 1-3       |
| 28.03.48 | Suiza        | -       | Inglaterra   | 1-5       |
| 28.03.48 | Bélgica      | -       | España       | 2-4       |
| 28.03.48 | Inglaterra   | -       | Francia      | 3-3       |
| 28.03.48 | Suiza        | -       | Egipto       | 7-0       |
| 28.03.48 | Italia       | -       | Portugal     | 1-3       |
| 29.03.48 | Países Bajos | -       | Italia       | 0-15      |
| 29.03.48 | Bélgica      | -       | Egipto       | 2-0       |
| 29.03.48 | España       | -       | Países Bajos | 16-0      |
| 29.03.48 | Suiza        | -       | Bélgica      | 1-3       |
| 29.03.48 | Egipto       | -       | Italia       | 0-7       |
| 29.03.48 | Inglaterra   | -       | Portugal     | 2-1       |

## Clasificación final
| 1. Portugal     |
| 2. Inglaterra   |
| 3. Italia       |
| 4. España       |
| 5. Bélgica      |
| 6. Suiza        |
| 7. Francia      |
| 8. Egipto       |
| 9. Países Bajos |